# Maria Schnee (Atzlricht)

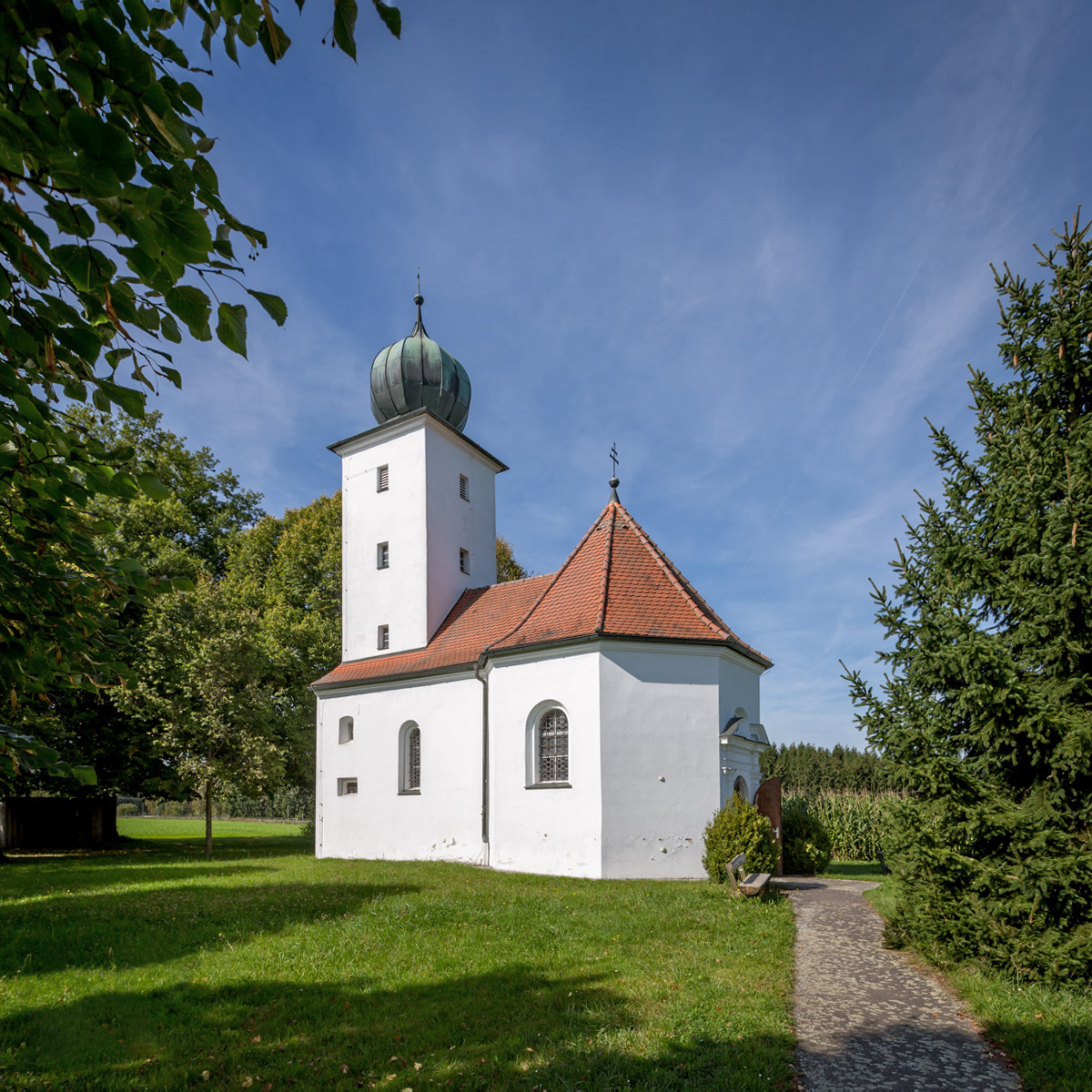
Kirche Mariä Schnee

Die Filialkirche Mariä Schnee ist die katholische Dorfkirche des Weilers Atzlricht, eines Stadtteils der Stadt Amberg in der Oberpfalz. Sie wurde 1664 von Franz Albrecht Freiherr von Gobel, dem Besitzer der Hofmark Atzlricht, gestiftet.
Das Langhaus wurde über einem oktogonalen Grundriss errichtet. An der Westseite schließen der Chorraum und die Sakristei an, über die sich ein mächtiger Zwiebelturm erhebt.
1723 ließ ein Nachfahre des Kirchenstifters, der Freiherr Christian Wilhelm von Gobel, den Innenraum der Kirche umgestalten. Das Altarbild zeigt seither Maria über den beiden ihr geweihten Hauptkirchen Roms: Santa Maria Maggiore, die Bezug zum Patrozinium Maria Schnee herstellt, und Santa Maria Rotonda.